# ロータス・ベーカリーズ
ロータス・ベーカリーズ（オランダ語: Lotus Bakeries N.V.）は、レンベーケに本社を置くベルギーの菓子食品メーカー。スペキュラース "Biscoff" (ビスコフ)、パウンドケーキ、ペイストリー、ワッフルの製造・販売を行っている。主にベルギー、ルクセンブルク、オランダ、フランス、ドイツ、イギリス、オーストリア、チェコ、アメリカ合衆国及びアジアで販売を行っている。
1932年にロータス・ビスケットとして創業、1974年1月1日、コロナと合併して、コロナ・ロータスを設立。

## 日本国内における販売
2014年5月より、国内では輸入者は伊藤忠商事株式会社、販売者はエヌアイエスフーズサービス株式会社で販売されている。
以前は豊産業株式会社が販売していた。
スペキュラース "Biscoff" (ビスコフ)は、日本ではロータスビスケットやカラメルビスケットとして知られている。